# 崙氏孔燈鱂
崙氏孔燈鱂，為輻鰭魚綱鯉齒目鯉齒亞目花鳉科的其中一種，分布於非洲迦納西南部及象牙海岸南部的淡水流域，體長可達5公分，棲息在沿岸植被生長的溪流、沼澤，屬肉食性，生活習性不明，可作為觀賞魚。

## 擴展閱讀
維基物種上的相關：崙氏孔燈鱂